# Loxigilla violacea
Loxigilla violacea е вид птица от семейство Тангарови (Thraupidae).

## Разпространение
Видът е разпространен в Бахамските острови, Доминиканската република, Кайманови острови, Търкс и Кайкос, Хаити и Ямайка.